# Auguste Barth
Marie Ètienne Auguste Barth, född 22 maj 1834 i Strasbourg, död där 15 april 1916  i Paris, var en fransk indolog. 
Barth, som bodde som privatlärd i Paris, författade det ganska betydande arbetet Les religions de l'Inde (1879; på engelska 1882), L'Inde: bouddhisme, jainisme, hindouisme (1894) med mera samt under en lång följd av år i Revue critique meddelat granskningar av indologiska verk och från 1880 i Revue de l'histoire des religions av arbeten över Indiens religionsformer. Han invaldes 1893 i Institut de France. År 1914 utkom hans Oeuvres (innehållande en självbiografi) i två band.